# 아크수시
아크수 시(위구르어: ئاقسۇ شەھىرى, 중국어 간체자: 阿克苏市, 정체자: 阿克蘇市, 병음: Ākèsū Shì)는 중화인민공화국 신장 위구르 자치구의 현급시이며 아크수 지구의 수도이다. 이름 악수는 위구르어로 '흰 물'을 의미한다.

## 지리
도시는 톈산산맥의 남쪽기슭에 위치해 있으며 그곳은 북쪽 실크로드 상의 중요한 휴식처이며 타림 분지내의 타클라마칸 사막의 북쪽이며 쿠차와 카슈가르 사이에 위치한다. 시의 해발고도는 1114.8m이다.

### 기후
연평균 기온은 9.8°C이고 연평균 강수량은 62mm이다.
| Aksu (1971−2000)의 기후  | Aksu (1971−2000)의 기후 | Aksu (1971−2000)의 기후 | Aksu (1971−2000)의 기후 | Aksu (1971−2000)의 기후 | Aksu (1971−2000)의 기후 | Aksu (1971−2000)의 기후 | Aksu (1971−2000)의 기후 | Aksu (1971−2000)의 기후 | Aksu (1971−2000)의 기후 | Aksu (1971−2000)의 기후 | Aksu (1971−2000)의 기후 | Aksu (1971−2000)의 기후 | Aksu (1971−2000)의 기후 |
| 월                       | 1월                     | 2월                     | 3월                     | 4월                     | 5월                     | 6월                     | 7월                     | 8월                     | 9월                     | 10월                    | 11월                    | 12월                    | 연간                    |
| ------------------------ | ----------------------- | ----------------------- | ----------------------- | ----------------------- | ----------------------- | ----------------------- | ----------------------- | ----------------------- | ----------------------- | ----------------------- | ----------------------- | ----------------------- | ----------------------- |
| 역대 최고 기온 °C (°F)   | 7.3 (45.1)              | 13.7 (56.7)             | 25.0 (77.0)             | 34.5 (94.1)             | 35.0 (95.0)             | 37.0 (98.6)             | 39.6 (103.3)            | 38.4 (101.1)            | 34.2 (93.6)             | 28.0 (82.4)             | 20.2 (68.4)             | 9.5 (49.1)              | 39.6 (103.3)            |
| 일평균 최고 기온 °C (°F) | −0.9 (30.4)             | 4.6 (40.3)              | 12.9 (55.2)             | 21.9 (71.4)             | 26.6 (79.9)             | 29.6 (85.3)             | 31.2 (88.2)             | 30.2 (86.4)             | 25.9 (78.6)             | 18.9 (66.0)             | 9.1 (48.4)              | 0.8 (33.4)              | 17.6 (63.6)             |
| 일일 평균 기온 °C (°F)   | −7.8 (18.0)             | −2.2 (28.0)             | 6.3 (43.3)              | 14.7 (58.5)             | 19.2 (66.6)             | 22.1 (71.8)             | 23.8 (74.8)             | 22.5 (72.5)             | 17.8 (64.0)             | 10.3 (50.5)             | 1.8 (35.2)              | −5.5 (22.1)             | 10.3 (50.5)             |
| 일평균 최저 기온 °C (°F) | −13.3 (8.1)             | −7.8 (18.0)             | 0.1 (32.2)              | 7.6 (45.7)              | 12.1 (53.8)             | 14.8 (58.6)             | 16.6 (61.9)             | 15.6 (60.1)             | 10.8 (51.4)             | 3.7 (38.7)              | −3.1 (26.4)             | −10 (14)                | 3.9 (39.1)              |
| 역대 최저 기온 °C (°F)   | −25.2 (−13.4)           | −24.4 (−11.9)           | −10.9 (12.4)            | −3.1 (26.4)             | 2.7 (36.9)              | 6.0 (42.8)              | 8.7 (47.7)              | 8.3 (46.9)              | 1.4 (34.5)              | −4.5 (23.9)             | −12.9 (8.8)             | −23.4 (−10.1)           | −25.2 (−13.4)           |
| 평균 강수량 mm (인치)    | 1.6 (0.06)              | 2.4 (0.09)              | 3.5 (0.14)              | 2.5 (0.10)              | 8.9 (0.35)              | 14.0 (0.55)             | 16.0 (0.63)             | 14.1 (0.56)             | 6.2 (0.24)              | 2.3 (0.09)              | 0.5 (0.02)              | 2.4 (0.09)              | 74.4 (2.92)             |
| 평균 강수일수 (≥ 0.1 mm) | 2.3                     | 2.2                     | 1.6                     | 1.5                     | 3.1                     | 5.3                     | 6.6                     | 6.3                     | 3.3                     | 1.1                     | 0.7                     | 1.9                     | 35.9                    |
| 출처: Weather China      |                         |                         |                         |                         |                         |                         |                         |                         |                         |                         |                         |                         |                         |

## 역사
적어도 전한(기원전 125년 ~ 23년)때부터 당나라(618년 ~ 907년)때까지 악수는 구모(姑墨)로 알려져 있었다. 불교에서는 그곳이 바루카로 알려져 있다.
전한 시대에는 이곳이 왕국으로 기술되어 있다. 3,500가구와 24,500명의 인구를 가졌고 4,500명이 무기를 들 수 있었다고 기록되어 있다. 또한 그곳에서는 구리, 철과 웅황을 생산하였다고 한다.
중국의 삼장(현장)법사가 이 왕국을 방문하였고 발루카라고 하였다. 그는 악수에 수십 개의 사원과 1,000명 이상의 승려가 있었고 이 왕국의 반경은 동에서 서로 600리에 걸치며, 남북으로는 300리에 달한다고 기술하고 있다.
7세기, 8세기, 9세기에 이 지역의 지배권을 놓고 중국의 티베트의 토번국, 위구르 제국이 경쟁하였고 도시의 지배권은 빈번하게 바뀌었다. 위구르 제국의 도시였다.
악수는 비록 쓰이는 언어가 표준 토하라어와 조금 달랐지만 쿠차와 강한 연결성을 갖고 있었다. 타림 북쪽 실크로드와 비옥한 이리강 계곡의 북쪽 길의 무역로의 교차점에 위치했다.
1220년 경에 악수는 만가라이 왕국의 수도가 되었다.
프랜시스 영허즈번드는 베이징에서 인도로 가는 여행길에 악수를 방문했다. 그는 이곳을 베이징으로 가는 길에 본 가장 큰 마을로 묘사했다. 지역의 인구는 약 2만 명이고 2천 명의 군인이 주둔하고 있었다. "이곳에는 커다란 시장과 몇 개의 여관이 있다 - 몇몇 여행객과 상인들은 이곳에 오래 머물며 물건을 팔기를 바란다"

## 인구
2003년 기준으로 인구가 572,694명으로 주로 한족이며 도시 자체의 인구는 362,300명이다. 후이족, 키르기스족, 몽골족, 카자흐족 등의 소수민족이 45%를 차지한다.
| 연도  | 인구    | ±% p.a. |
| ----- | ------- | ------- |
| 2000  | 561,822 | —       |
| 2010  | 535,657 | −0.48%  |
| 2015  | 513,682 | −0.83%  |
| [ 1 ] |         |         |

## 경제
악수의 경제는 대개 농업이며 목화를 심는다. 또한 곡식과 과일, 기름, 사탕무 등을 생산한다.
산업은 주로 직물과 시멘트 화학산업으로 구성된다.

## 연대 기록
- 630년:  삼장(현장) 아커쑤를 방문하다.

## 접경
악수는 남서로 카슈가르와 쿠차와 맞닿아 있으며, 카라사르와 투르판이 동쪽으로 접경해있다. 사막 건너 남쪽은 호탄과 맞닿아 있다.

## 행정 구역
5개 가도, 2개 진, 4개 향을 관할한다.
- 가도변사소: 兰干街道, 英巴扎街道, 红桥街道, 新城街道, 南城街道.
- 진: 喀勒塔勒镇, 阿依库勒镇.
- 향: 依干其乡, 拜什吐格曼乡, 托普鲁克乡, 库木巴希乡.